# Johan Andreas Jørgensen
Johan Andreas Jørgensen (11. februar 1840 Hanved – 24. juli 1908 Rønne) var lærer ved Ibsker Nordre Skole på Bornholm og aktiv i arkæologiske undersøgelser på øen sammen med bl.a. amtmand Emil Vedel.
Jørgensen voksede op i Slesvig og blev privat dimitteret i Århus i 1860. Herefter var han hjælpelærer i Bogholm og senere Stenbjerg, men blev under 2. Slesvigske Krig i 1864 afskediget af preusserne. Han blev nu lærer ved Ibsker Nordre Skole, hvor han virkede frem til 1902. Han var formand for Bornholms Lærerforening 1889-1893.
Da Emil Vedel kom til Bornholm som amtmand i 1866 blev Jørgensen hans trofaste hjælper ved de mange og væsentlige arkæologiske undersøgelser, der blev udført i årene fremover. Jørgensen var også en hovedkraft bag oprettelsen af Bornholms Museum i 1893 og bidrog til at øge dets samlinger. I årene efter sin lærergerning bestyrede han museet frem til sin død.
Jørgensen beskæftigede sig også med Bornholms historie i historisk tid, hvilket resulterede i udgivelsen af flere værker: Gamle Optegnelser om Bornholm i svundne Tider. Efter hidtil utrykte Kilder (Rønne 1897), Bornholms Historie I-II (Rønne 1900-1901), Væbnere, Adel og Frimænd paa Bornholm (Nexø 1905) og Series pastorum eller Fortegnelser over Præsterne paa Bornholm siden Reformationen. Med vedføjede Anmærkninger (Rønne 1907). Dertil kom en række artikler i Bornholmske Samlinger, bl.a. "En bornholmsk Mordsag fra 17. Aarh." (1906), "To gamle bornholmske Skifter" (1907), "De gamle bornholmske Herreds- og Sognesegl" (1907) og "Lensmænd og Kommandanter paa Bornholm. Supplement til L. de Thuras Bornholms Beskrivelse af 1756; Efter et hidtil ukendt og utrykt Manuskript".